# استوان سکرش
استوان سکرش (کرواتی: Stevan Sekereš؛ ۲۶ سپتامبر ۱۹۳۷ – ۲۳ نوامبر ۲۰۱۲) بازیکن فوتبال اهل یوگسلاوی بود.
از باشگاه‌هایی که در آن بازی کرده‌است می‌توان به باشگاه فوتبال وویوودینا و باشگاه فوتبال نانت اشاره کرد.
وی همچنین در تیم ملی فوتبال یوگسلاوی بازی کرده‌است.